# Alchemilla hirsuticaulis
Alchemilla hirsuticaulis é uma espécie de rosácea do gênero Alchemilla, pertencente à família Rosaceae.